# Абуџа
Абуџа (енгл. Abuja) је главни град Нигерије. Град је 2022. године имао 1 693 400 становника, и осми је по величини у Нигерији. Налази се близу ушћа реке Бенуе у Нигер, у региону савана са умереном климом.
Да не би фаворизовали ниједну од три главне етничке групе 1976. донесена је одлука да се главни град пребаци из Лагоса, којим је доминирао народ Јоруба, у неутралан регион. Нацртавши укрштене линије „Х“ на карти Нигерије, бивши шеф државе Муритала Мохамед је дошао до слабо насељене зоне повољне за развој. Тако је формиран Федерални дистрикт Нигерије, површине 7.315 km², у коме је изграђена Абуџа. Радови су започети тек 1981. Парламент је пребачен 1987, и Абуџа је постао главни град 1991. Име је добио по једном селу удаљеном 50 km од града. Абуџа је подељена у четири дистрикта: Централни дистрикт, дистрикт Гарки, дистрикт Вусе и дистрикт Маитама.
Географију Абуџе дефинише Асо Рок, монолит висине 400 m (1.300 ft) који је остао од водене ерозије. Председнички комплекс, Народна скупштина, Врховни суд и већи део града протежу се јужно од стене. Зума Рок, монолит од 792 m (2.598 ft), лежи северно од града на брзом путу за Кадуну.
На попису становништва из 2006. године, град Абуџа имао је 776.298 становника што га је учинило једним од десет најмногољуднијих градова у Нигерији (заузевши осмо место од 2006. године). Према Уједињеним нацијама, Абуџа се увећала за 139,7% између 2000. и 2010. године, што је чини најбрже растућим градом на свету. Према подацима из 2015, град бележи годишњи раст од најмање 35%, задржавајући своју позицију најбрже растућег града на афричком континенту и једног од најбрже растућих на свету. Од 2016. године градско подручје Абуџе процењује се на шест милиона људи, што је ставља иза само Лагоса као најмногољуднијег метро подручја у Нигерији.
Главна верска места укључују Нигеријску националну џамију и Нигеријски национални хришћански центар. Град опслужује Међународни аеродром Намди Азикиве. Абуџа је позната по томе што је један од ретких наменски изграђених главних градова у Африци, као и један од најбогатијих.
Абуџа је нигеријски административни и политички главни град. Такође је кључни главни град на афричком континенту због геополитичког утицаја Нигерије у регионалним пословима. Абуџа је такође конференцијски центар и сваке године угошћује разне састанке, попут састанка шефова влада Комонвелта 2003. и састанака Светског економског форума (Африка) 2014. године.

## Географија
Абуџа је смештена у средишњем делу Нигерије. Рељеф око града је брдовит. На северном улазу у град је високи монолит (камено брдо у једном комаду) Зума Рок који се успоређује с познатим аустралским монолитом Улуру. На њему је необичан облик који подсећа на лице човека. Преко града тече више водених токова. Западно од града је језеро Џаби које је рекреацијски центар. Надморска висина је 360 m (1.180 ft).

### Клима
Абуџа под Кепеновој климатској класификацији има тропску влажну и суву климу (Кепен: Aw). Абуџа годишње има три сета временских услова. То укључује топлу, влажну кишну сезону и јарко сушну сезону. Између њих две, постоји кратка комбинација харматана коју изазива североисточни пасат, са главним обележјем прашњаве сумаглице и сувоће. Сезона киша почиње од априла и завршава се у октобру, када дневне температуре достижу од 28 °C (82,4 °F) до 30 °C (86,0 °F), а ноћне најниже око 22 °C (71,6 °F) до 23 °C (73,4 °F). У сушној сезони дневне температуре могу да досегну и до 40 °C (104,0 °F), а ноћне моду пасти до 12 °C (53,6 °F). Чак и најхладније ноћи могу да прате дневне температуре знатно изнад 30 °C (86,0 °F). Велике надморске висине и таласасти терен Абуџе делују као модерирајући утицај на временске прилике на територији. Положај града у унутрашњости доводи до тога да су дневне разлике у температури много веће од приморских градова са сличном климом као што је Лагос.
Кише у Абуџи одражавају положај територије на ветровитој страни платоа Јос и зони растућих ваздушних маса, а град прима честе падавине током кишне сезоне од априла до октобра сваке године.
| Клима Абуџе                    | Клима Абуџе | Клима Абуџе  | Клима Абуџе  | Клима Абуџе  | Клима Абуџе  | Клима Абуџе | Клима Абуџе | Клима Абуџе | Клима Абуџе | Клима Абуџе | Клима Абуџе  | Клима Абуџе | Клима Абуџе   |
| Показатељ \ Месец              | .Јан.       | .Феб.        | .Мар.        | .Апр.        | .Мај.        | .Јун.       | .Јул.       | .Авг.       | .Сеп.       | .Окт.       | .Нов.        | .Дец.       | .Год.         |
| ------------------------------ | ----------- | ------------ | ------------ | ------------ | ------------ | ----------- | ----------- | ----------- | ----------- | ----------- | ------------ | ----------- | ------------- |
| Апсолутни максимум, °C (°F)    | 36,0 (96,8) | 38,4 (101,1) | 39,7 (103,5) | 39,0 (102,2) | 39,3 (102,7) | 34,0 (93,2) | 32,0 (89,6) | 31,2 (88,2) | 31,0 (87,8) | 35,0 (95)   | 37,9 (100,2) | 37,6 (99,7) | 39,7 (103,5)  |
| Максимум, °C (°F)              | 33,7 (92,7) | 37,1 (98,8)  | 37,0 (98,6)  | 34,9 (94,8)  | 33,7 (92,7)  | 30,4 (86,7) | 28,9 (84)   | 28,4 (83,1) | 29,3 (84,7) | 30,1 (86,2) | 34,7 (94,5)  | 34,8 (94,6) | 32,75 (90,95) |
| Просек, °C (°F)                | 26,1 (79)   | 28,7 (83,7)  | 30,5 (86,9)  | 28,9 (84)    | 28,6 (83,5)  | 26,9 (80,4) | 25,9 (78,6) | 24,8 (76,6) | 25,4 (77,7) | 27,0 (80,6) | 28,0 (82,4)  | 27,6 (81,7) | 27,37 (81,26) |
| Минимум, °C (°F)               | 19,2 (66,6) | 22,2 (72)    | 25,4 (77,7)  | 24,5 (76,1)  | 24,4 (75,9)  | 23,4 (74,1) | 23,1 (73,6) | 22,4 (72,3) | 22,7 (72,9) | 23,6 (74,5) | 21,1 (70)    | 20,8 (69,4) | 22,73 (72,93) |
| Апсолутни минимум, °C (°F)     | 15,0 (59)   | 18,6 (65,5)  | 20,0 (68)    | 21,7 (71,1)  | 21,6 (70,9)  | 20,8 (69,4) | 20,3 (68,5) | 20,0 (68)   | 20,0 (68)   | 21,6 (70,9) | 17,0 (62,6)  | 17,0 (62,6) | 15 (59)       |
| Количина кише, mm (in)         | 3 (0,12)    | 7 (0,28)     | 16 (0,63)    | 73 (2,87)    | 137 (5,39)   | 187 (7,36)  | 216 (8,5)   | 272 (10,71) | 233 (9,17)  | 117 (4,61)  | 7 (0,28)     | 2 (0,08)    | 1,270 (50)    |
| Дани са кишом                  | 0,1         | 0,2          | 1,3          | 3,2          | 9,4          | 10,3        | 13,0        | 17,2        | 15,9        | 8,0         | 0,3          | 0,1         | 79            |
| Извор: Deutscher Wetterdienst. |             |              |              |              |              |             |             |             |             |             |              |             |               |

## Историја
Нигеријска влада је након проглашења независности државе често размишљала о пресељењу главног града из Лагоса, који је један од највећих афричких градова и у то доба се брзо повећавао. Нигеријска влада је сматрала да ће пресељењем главног града смањити притисак становништва на Лагос и да ће он престати да брзо расте. Настао је проблем око избора локације новог главног града с обзиром да Нигерија има много разних етничких група и појавило се питање на чијој ће територији бити главни град.
Изабрана је територија у средишту државе који је издвојена као Савезна територија главног града (енгл. Federal Capital Teritory) и на њој је крајем 1970-их година почела изградња новог главног града. Позван је један од најпознатијих светских архитеката, Кензо Танге из Јапана, који је дизајнирао основну структуру града. Створен је конзорцијум америчких подузећа који је плански градио град. У нови град су брзо почели долазити досељеници, тако да се врло брзо ширио. Већи део града је саграђен до 1980. године, а 1991. је службено постао главним градом. Абуџа је изабрана за седиште Економске заједнице западноафричких земаља (ECOWAS).

## Становништво
| 2011.     |
| --------- |
| 1.235.880 |

## Образовање
Абуџа је такође позната као једна од држава у Нигерији која пружа квалитетно универзитетско образовање. Овај град брзо постаје атракција за студенте због све већег присуства и јавних и приватних универзитета.. Испод је листа јавних универзитета у Абуџи.

### Универзитети
- Афрички универзитет науке и технологије[21]
- Бејз универзитет[22]
- Национални отворени универзитет Нигерије[23]
- Нигеријски турски Нил универзитет[24]
- Нил универзитет Нигерије[25][26]
- Универзитет Абуџе[27]
- Веритат универзитет[28][29]

## Партнерски градови
- Бразилија